# Trstín
Trstín é um município da Eslováquia, situado no distrito de Trnava, na região de Trnava. Tem 26,19 km² de área e sua população em 2019 foi estimada em 1439 habitantes.

## Demografia
| Ano:        | 1994 | 2004   | 2014   | 2024   |
| ----------- | ---- | ------ | ------ | ------ |
| Broj ljudi: | 1278 | 1313   | 1416   | 1369   |
| Razlika:    |      | +2,73% | +7,84% | -3,31% |

| Ano:               | 2023 | 2024   |
| ------------------ | ---- | ------ |
| Número de pessoas: | 1372 | 1369   |
| Diferença:         |      | -0,21% |